# Mercey
Mercey ist eine französische Gemeinde mit 56 Einwohnern (Stand 1. Januar 2022) im Département Eure in der Region Normandie (vor 2016 Haute-Normandie). Sie gehört zum Arrondissement Les Andelys (bis 2017 Arrondissement Évreux) und zum Kanton Pacy-sur-Eure. Die Einwohner werden Merceyens genannt.

## Geografie
Mercey liegt etwa 22 Kilometer ostnordöstlich von Évreux. Umgeben wird Mercey von den Nachbargemeinden La Chapelle-Longueville im Westen und Norden, Saint-Marcel im Nordosten und Osten, Saint-Vincent-des-Bois im Süden sowie Houlbec-Cocherel im Südwesten.
Durch die Gemeinde führt die Autoroute A13.

## Bevölkerungsentwicklung
| Jahr                       | 1962 | 1968 | 1975 | 1982 | 1990 | 1999 | 2006 | 2020 |
| Einwohner                  | 44   | 93   | 39   | 39   | 46   | 45   | 52   | 53   |
| Quellen: Cassini und INSEE |      |      |      |      |      |      |      |      |